# روغندان

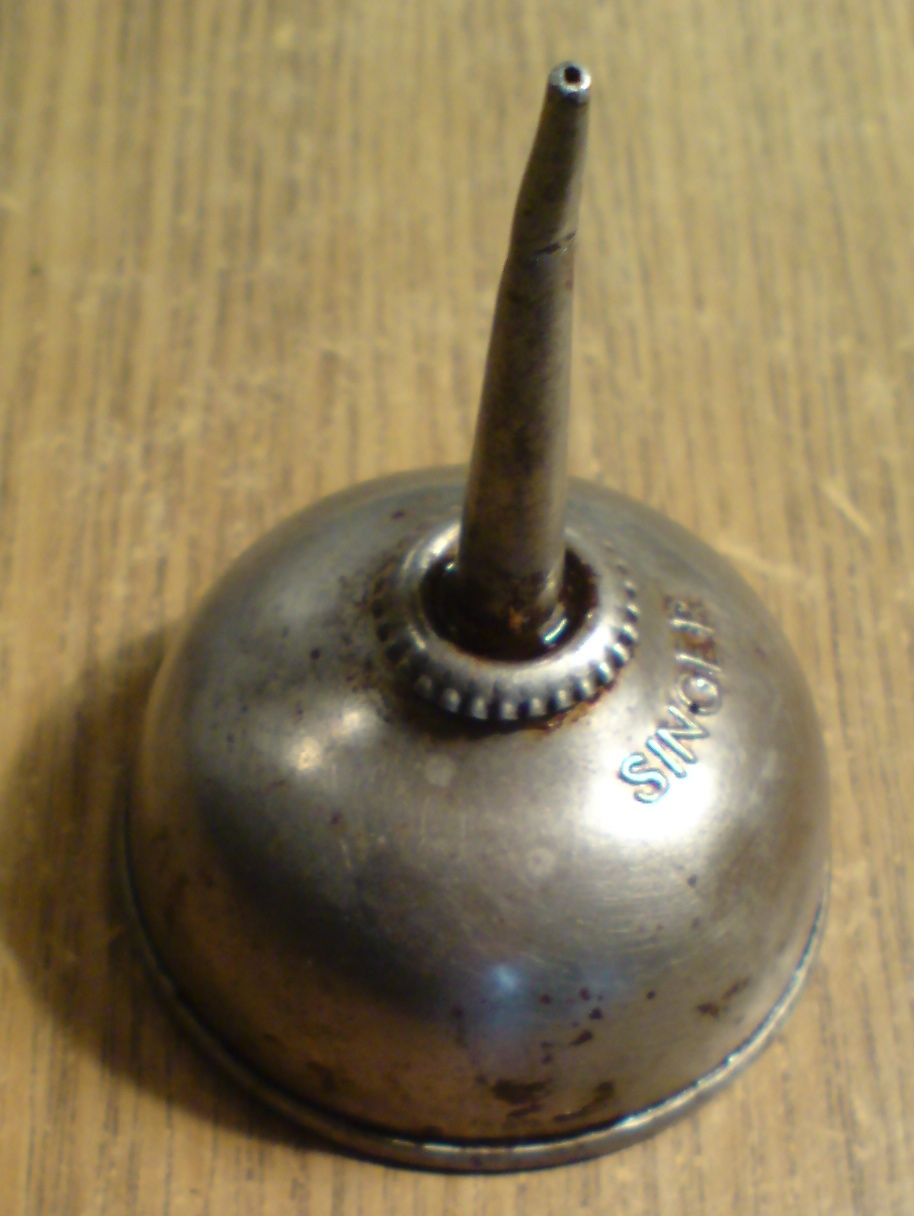
روغندان متعلق به چرخ خیاطی سینگر

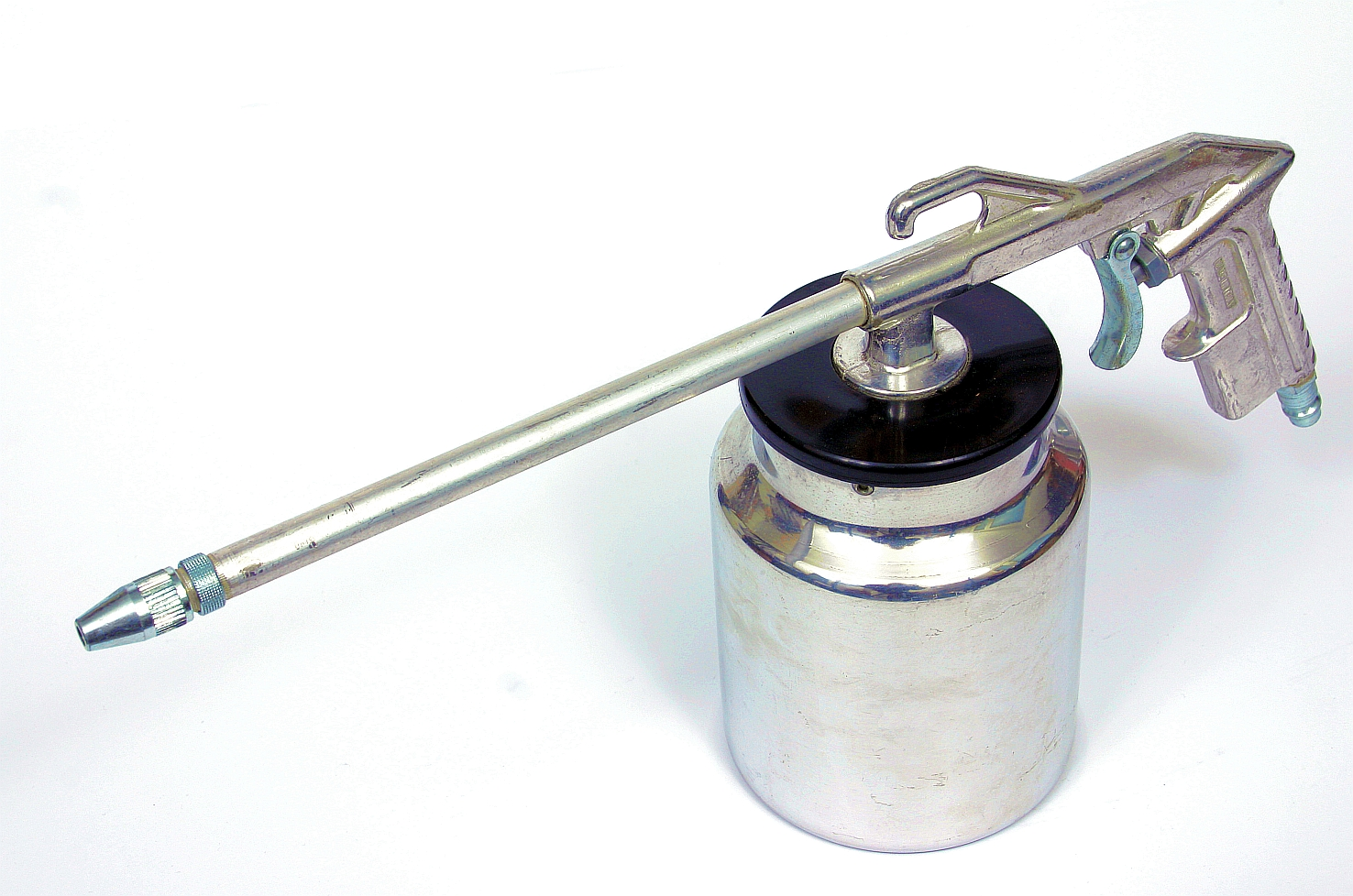

روغندان وسیله‌ای فلزی جهت نگهداری روغن روانکاری برای روغنکاری برخی ماشین‌هایی است که معمولاً در خانه استفاده یا نگهداری می‌شوند؛ مانند چرخ خیاطی، تفنگ، بخش متحرک اهرم‌ها و لولاها و غیره.